# Чемпіонат Хмельницької області з футболу 2004
Чемпіонат Хмельницької області з футболу 2004 — чемпіонат Хмельницької області з футболу, який тривав з квітня по жовтень 2004 року.

## Команди-учасниці
У Чемпіонат Хмельницької області з футболу 2004 взяли участь 10 команд:
| Команда             | Місто                    | Місце в попер. ч-ті |
| ------------------- | ------------------------ | ------------------- |
| «Енергетик»         | м. Нетішин               | 6                   |
| «Збруч»             | м. Волочиськ             | 5                   |
| «Іскра»             | смт Теофіполь            | 1                   |
| «Локомотив»         | м. Шепетівка             | 8                   |
| «Нива-Текстильник»  | м. Дунаївці              | 4                   |
| «Олімп-Університет» | м. Кам'янець-Подільський | 9                   |
| «Славутич»          | м. Славута               | -                   |
| ФК «Красилів»       | м. Красилів              | -                   |
| ФК «Полонне»        | м. Полонне               | -                   |
| ФК «Случ»           | м. Старокостянтинів      | -                   |

## Фінальна таблиця
| М  | Команда             | І  | В  | Н | П  | РМ    | О  |
| -- | ------------------- | -- | -- | - | -- | ----- | -- |
|    | «Нива-Текстильник»  | 18 | 14 | 2 | 2  | 34−10 | 44 |
|    | «Іскра»             | 18 | 13 | 4 | 1  | 38−8  | 43 |
|    | ФК «Случ»           | 18 | 12 | 3 | 3  | 30−15 | 39 |
| 4  | «Олімп-Університет» | 18 | 9  | 4 | 5  | 27−16 | 31 |
| 5  | «Локомотив»         | 18 | 7  | 6 | 5  | 23−13 | 27 |
| 6  | «Енергетик»         | 18 | 6  | 3 | 9  | 35−27 | 21 |
| 7  | ФК «Красилів»       | 18 | 5  | 3 | 10 | 23−27 | 18 |
| 8  | «Збруч»             | 18 | 4  | 4 | 10 | 14−25 | 16 |
| 9  | ФК «Полонне»        | 18 | 3  | 0 | 15 | 7−48  | 9  |
| 10 | «Славутич»          | 18 | 2  | 1 | 15 | 14−49 | 7  |